# 1983-as Formula–1 olasz nagydíj
Az olasz nagydíj volt az 1983-as Formula–1 világbajnokság tizenharmadik futama.

## Futam
| Helyezés | #  | Versenyző          | Csapat/Motor      | Körök | Idő/Kiesés oka    | Rajthely | Pontszám |
| -------- | -- | ------------------ | ----------------- | ----- | ----------------- | -------- | -------- |
| 1        | 5  | Nelson Piquet      | Brabham-BMW       | 52    | 1:23:10,880       | 4        | 9        |
| 2        | 28 | René Arnoux        | Ferrari           | 52    | + 10,212          | 3        | 6        |
| 3        | 16 | Eddie Cheever      | Renault           | 52    | + 18,612          | 7        | 4        |
| 4        | 27 | Patrick Tambay     | Ferrari           | 52    | + 29,023          | 2        | 3        |
| 5        | 11 | Elio de Angelis    | Lotus-Renault     | 52    | + 53,680          | 8        | 2        |
| 6        | 35 | Derek Warwick      | Toleman-Hart      | 52    | + 1:13,348        | 12       | 1        |
| 7        | 36 | Bruno Giacomelli   | Toleman-Hart      | 52    | + 1:33,922        | 14       |          |
| 8        | 12 | Nigel Mansell      | Lotus-Renault     | 52    | + 1:36,035        | 11       |          |
| 9        | 25 | Jean-Pierre Jarier | Ligier-Ford       | 51    | + 1 kör           | 19       |          |
| 10       | 29 | Marc Surer         | Arrows-Ford       | 51    | + 1 kör           | 20       |          |
| 11       | 1  | Keke Rosberg       | Williams-Ford     | 51    | + 1 kör           | 16       |          |
| 12       | 34 | Johnny Cecotto     | Theodore-Ford     | 50    | + 2 kör           | 26       |          |
| 13       | 33 | Roberto Guerrero   | Theodore-Ford     | 50    | + 2 kör           | 21       |          |
| Kiesett  | 31 | Corrado Fabi       | Osella-Alfa Romeo | 45    | Motorhiba         | 25       |          |
| Kiesett  | 4  | Danny Sullivan     | Tyrrell-Ford      | 44    | Üzemanyagrendszer | 22       |          |
| Kiesett  | 30 | Thierry Boutsen    | Arrows-Ford       | 41    | Motorhiba         | 18       |          |
| Kiesett  | 9  | Manfred Winkelhock | ATS-BMW           | 35    | Kipufogó          | 9        |          |
| Kiesett  | 3  | Michele Alboreto   | Tyrrell-Ford      | 28    | Kuplung           | 24       |          |
| Kiesett  | 15 | Alain Prost        | Renault           | 26    | Turbó             | 5        |          |
| Kiesett  | 8  | Niki Lauda         | McLaren-TAG       | 24    | Elektronika       | 13       |          |
| Kiesett  | 7  | John Watson        | McLaren-TAG       | 13    | Elektronika       | 15       |          |
| Kiesett  | 32 | Piercarlo Ghinzani | Osella-Alfa Romeo | 10    | Váltó             | 23       |          |
| Kiesett  | 23 | Mauro Baldi        | Alfa Romeo        | 4     | Turbó             | 10       |          |
| Kiesett  | 40 | Stefan Johansson   | Spirit-Honda      | 4     | Elosztó           | 17       |          |
| Kiesett  | 6  | Riccardo Patrese   | Brabham-BMW       | 2     | Motorhiba         | 1        |          |
| Kiesett  | 22 | Andrea de Cesaris  | Alfa Romeo        | 2     | Ütközés           | 6        |          |
| NK       | 26 | Raul Boesel        | Ligier-Ford       |       |                   |          |          |
| NK       | 2  | Jacques Laffite    | Williams-Ford     |       |                   |          |          |
| NK       | 17 | Kenny Acheson      | RAM-Ford          |       |                   |          |          |

## A világbajnokság élmezőnyének állása a verseny után
| H  | Versenyzők     | Pont | H  | Konstruktőrök | Pont |
| -- | -------------- | ---- | -- | ------------- | ---- |
| 1. | Alain Prost    | 51   | 1. | Ferrari       | 89   |
| 2. | René Arnoux    | 49   | 2. | Renault       | 72   |
| 3. | Nelson Piquet  | 46   | 3. | Brabham-BMW   | 50   |
| 4. | Patrick Tambay | 40   | 4. | Williams-Ford | 36   |
| 5. | Keke Rosberg   | 25   | 5. | McLaren-Ford  | 34   |

## Statisztikák
Vezető helyen:
- Riccardo Patrese: 2 (1-2)
- Nelson Piquet: 50 (3-52)

Nelson Piquet 9. győzelme, 8. leggyorsabb köre, Riccardo Patrese 2. pole-pozíciója.
- Brabham 30. győzelme.